# Theodoor Wilkens
Theodoor Wilkens či Theodorus Wilkens (1690, Amsterdam – 1748, Amsterdam) byl nizozemský návrhář a malíř krajinář 18. století.

## Životopis
Není známo, kdy a kde se učil malovat. V roce 1710 či 1711 přijel do Říma. Podle historika a životopisce Arnolda Houbrakena se v Itálii připojil k Bentvueghels, sdružení převážně nizozemských a vlámských umělců působících v Římě. Podle zvyku spolku dávat členům charakteristickou přezdívku nazvali jej „Goedewil“ (Dobrá vůle).
Houbraken popisuje historku o Wilkensově cestě do Itálie, kterou podnikl společně s malířem Hendrikem Fransem van Lintem z Antverp. Umělci si postavili stojany na kraji staré středověké části města na okraji útesu, čímž zřejmě způsobili pád budovy. Dav dospěl k závěru, že praktikují čarodějnictví a vyhnal je z města. Umělce zachránil konstábl. Přivedl je před guvernéra města, který je po vysvětlení celé záležitosti nechal jít.
Po návratu do Amsterdamu použil Wilkens své italské skici k vytváření nových kreseb. Jeho italské krajiny pocházejí z období 1715 až 1744.
Datum jeho smrti je nejisté, ale jeho obrazy byly vydraženy v Amsterdamu 17. června 1748.

## Práce
Wilkens se specializoval na zobrazení krajiny a architektury. Jeho obrazy se nedochovaly, jeho práce je známa pouze prostřednictvím jeho kreseb. Pracoval v italském stylu, pravděpodobně ovlivněn nizozemskými malíři krajin Albertem Meijeringhem a Johannesem Glauberem, kteří oba pracovali v Itálii. Kresby Wilkense se podobají některým dílům Gaspara van Wittela. Oba umělci byli v Římě ve stejnou dobu a stylistické podobnosti jejich prací potvrzují, že se oba umělci v Římě znali.